# Проблем са пшеницом и шаховском таблом
Проблем са пшеницом и шаховском таблом (некада се користи пиринач уместо пшенице) је математички проблем.
Проблем се може решити сабирањем. Са 64 квадрата на шаховској табли, ако се број зрна дуплира на сваком следећем пољу, укупан број зрна на последњем пољу се рачуна као: 1 + 2 + 4 + 8... и тако до 64. поља. Укупан број зрна на последњем пољу је 18.446.744.073.709.551.615.
Овај проблем се често користи како би се објаснило степеновање. 

## Решење
Једноставно решење овог проблема је само ручно дуплирати сваки корак:
{\displaystyle T_{64}=1+2+4+\cdots +9,223,372,036,854,775,808=18,446,744,073,709,551,615}
где је {\displaystyle T_{64}} укупан број зрна.
Решење се такође може добити степеновањем:
{\displaystyle T_{64}=2^{0}+2^{1}+2^{2}+\cdots +2^{63}}
и представити једноставније:
{\displaystyle \sum _{i=0}^{63}2^{i}.\,}
Такође се може решити:
{\displaystyle T_{64}=2^{64}-1.\,}
За шта је доказ:
{\displaystyle s=2^{0}+2^{1}+2^{2}+\cdots +2^{63}.}
Или дуплирањем бројем 2:
{\displaystyle 2s=2^{1}+2^{2}+2^{3}+\cdots +2^{63}+2^{64}.}

## Прича
Проблем са пшеницом и шаховском таблом се појављује у причама о настанку шаха. Први пут је записан у Шахнамеу, епској поеми написаној у период између 977. и 1010 наше ере. У многим верзијама се помиње изумитељ шаха који захтева од владара да му да пшеницу, али помоћу овог проблема где број зрна креће од 1 и дуплира се на сваком пољу. Владар му се смеје и каже му да је то мала цена за тако битан изум, али касније му јављају да је то више пшенице него што има цела држава. Овде се разликују приче, јер у неким изумитељ почиње да ради као саветник на двору, док је у неким погубљен.

## Друга половина шаховске табле
Друга половина шаховске табле је фраза коју је измислио Реј Курзвели, а односи се на период где фактор експоненционалног раста почиње да има велики економски утицај.
Док је број зрна на првој половини табле велики, број на другој половини је много (232 > 4 милијарди пута) већи.
Број зрна на првој половини шаховске табле је 1 + 2 + 4 + 8... + 2.147.483.648, што је укупно 4.294.967.295 (232 − 1) зрна, или око 100,000 килограма пиринча (узимајући да је 25 mg маса једног зрна). У Индији се годишње произведе 1.200.000 пута више.
Број зрна на другој половини табле је 232 + 233 + 234 ... + 263, укупно 264 − 232 зрна пиринча. Само прво поље друге половине шаховске табле има више зрна него цела претходна половина.
На 64. пољу шаховске има 263 = 9.223.372.036.854.775.808 зрна пиринча.
На целој шаховској табли има 264 − 1 = 18.446.744.073.709.551.615 зрна пиринча, тешких 461.168.602.000 тона, што би било брдо пиринча величине Монт Евереста. Ово је око 1.000 пута више од целокупне глобалне производње пиринча 2010. године (464.000.000 тона).